# Watertoren (Amsterdam Spaklerweg)
De watertoren van de Zuidergasfabriek aan de Spaklerweg in Amsterdam werd gebouwd in 1911. 
Zij is gebouwd door aannemer J.L. Seeuwen, die de laagste prijs bood op de aanbesteding in het najaar van 1910. Hij bouwde een watertoren met een hoogte van circa 45,00 meter met een borstwering van graniet met daarboven opvallend rood baksteen. Hij zou daarbij ook verantwoordelijk zijn geweest voor het ontwerp, maar dat wordt in de 21e eeuw in twijfel getrokken. Het ontwerp van de toren zou ook van de tekentafels van de Publieke Werken kunnen komen.
De Rijksdienst voor het Cultureel Erfgoed geeft een volgende omschrijving:
De 41,5 meter hoge watertoren van de Zuidergasfabriek is in 1910-1911 in helderrode baksteen opgetrokken met natuurstenen en in gele siersteen uitgevoerde accenten op een ronde basis naar ontwerp van J.L. Seeuwen in een eclectisch neo-renaissancistische stijl. Natuurstenen jaartalsteen (1910) in dito enkadrering van de hoofdtoegang. De toren heeft een taps verloop met de overkragende reservoirruimte in een tienhoek, bekroond door een tienhoekig koepeldak met lood bekleed, waarop een koepeltorentje op pilasters en een bol met sierlijke bekroning; voorts voorzien van vier wijzerplaten. De detailleringen bevatten onder meer segmentboognissen, bloklijsten, diamantkoppen, boogfriezen en sierbanden; onderaan rondboogvensters, verder rechthoekige vensters.

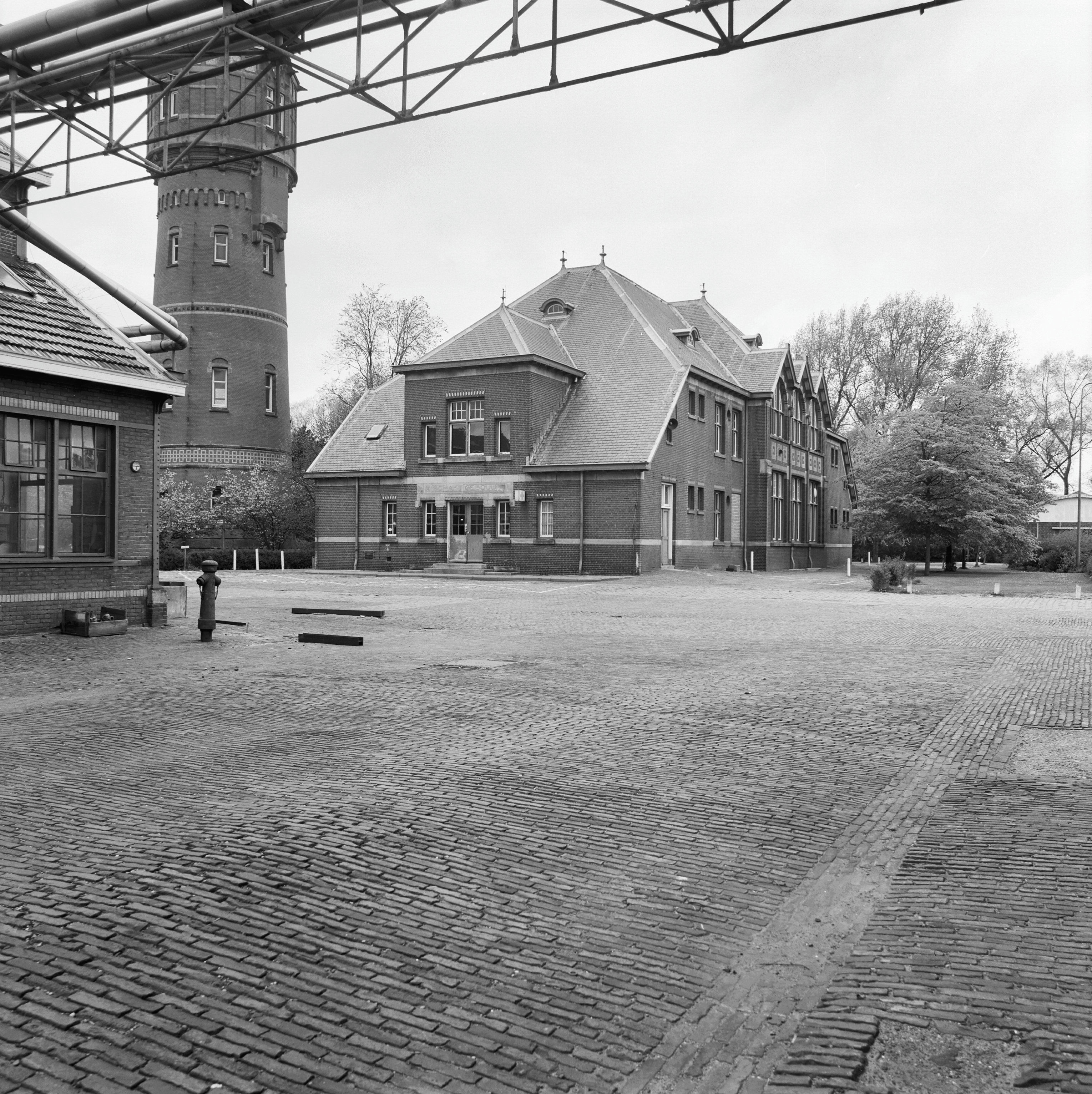
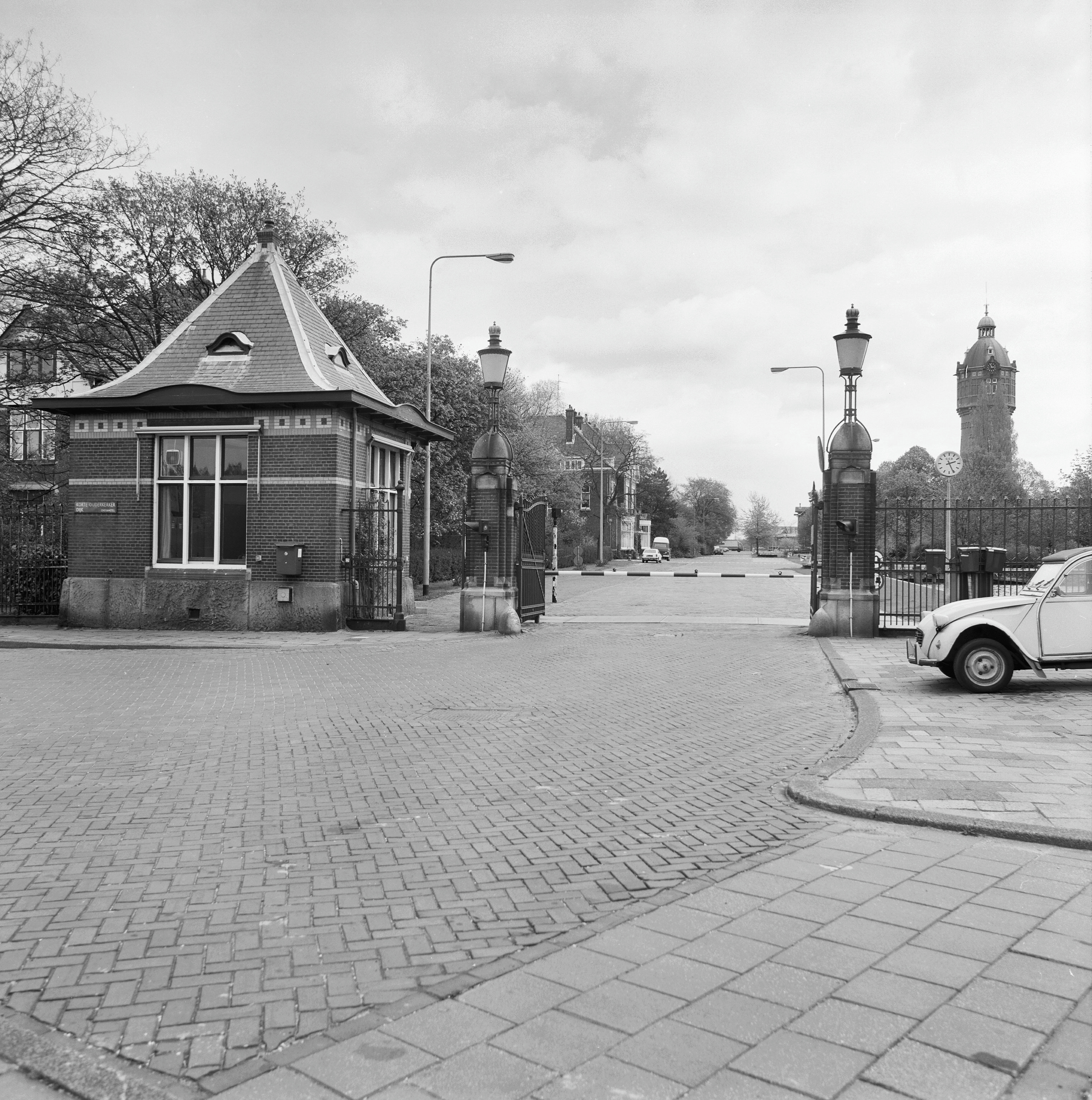
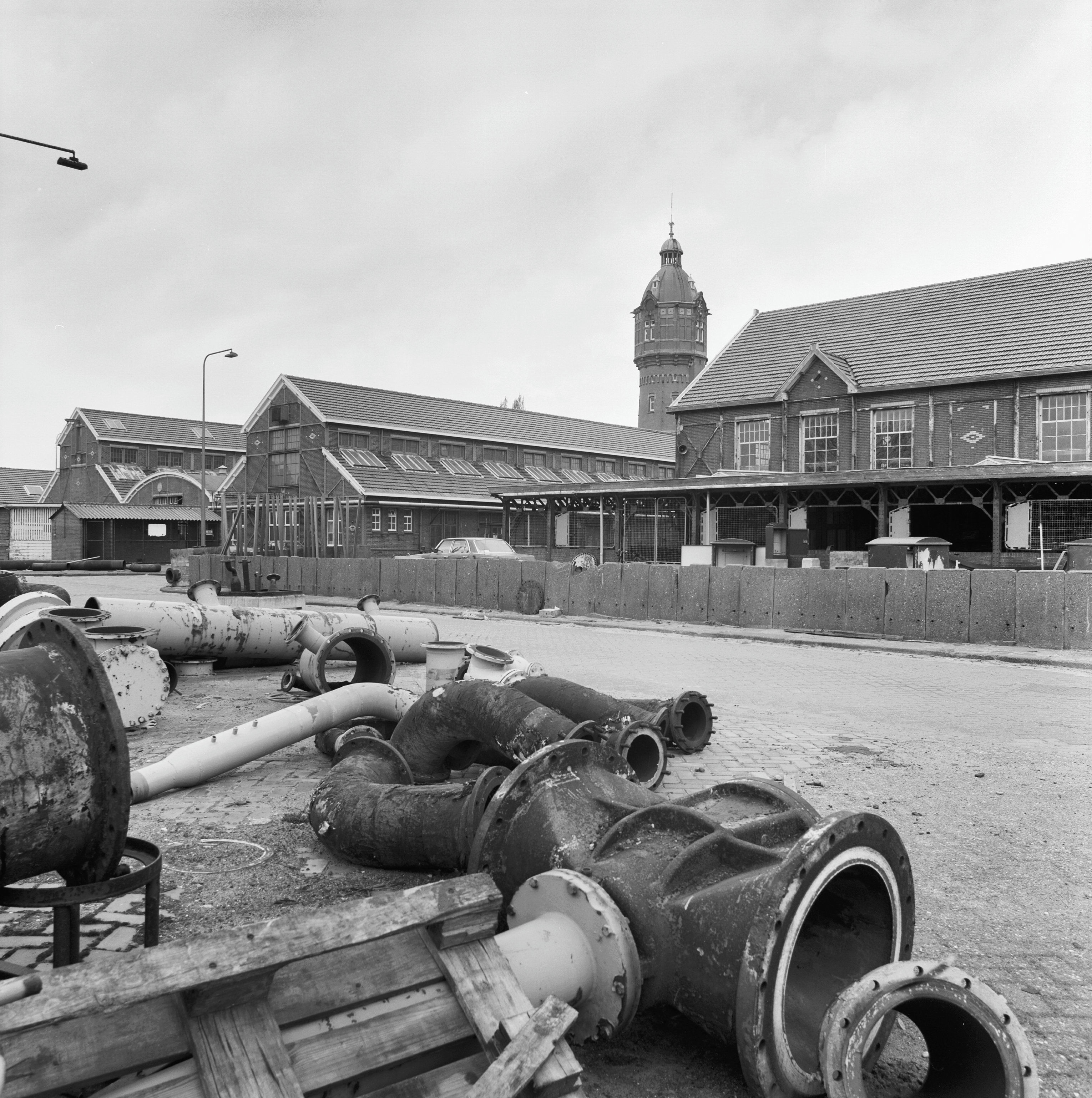
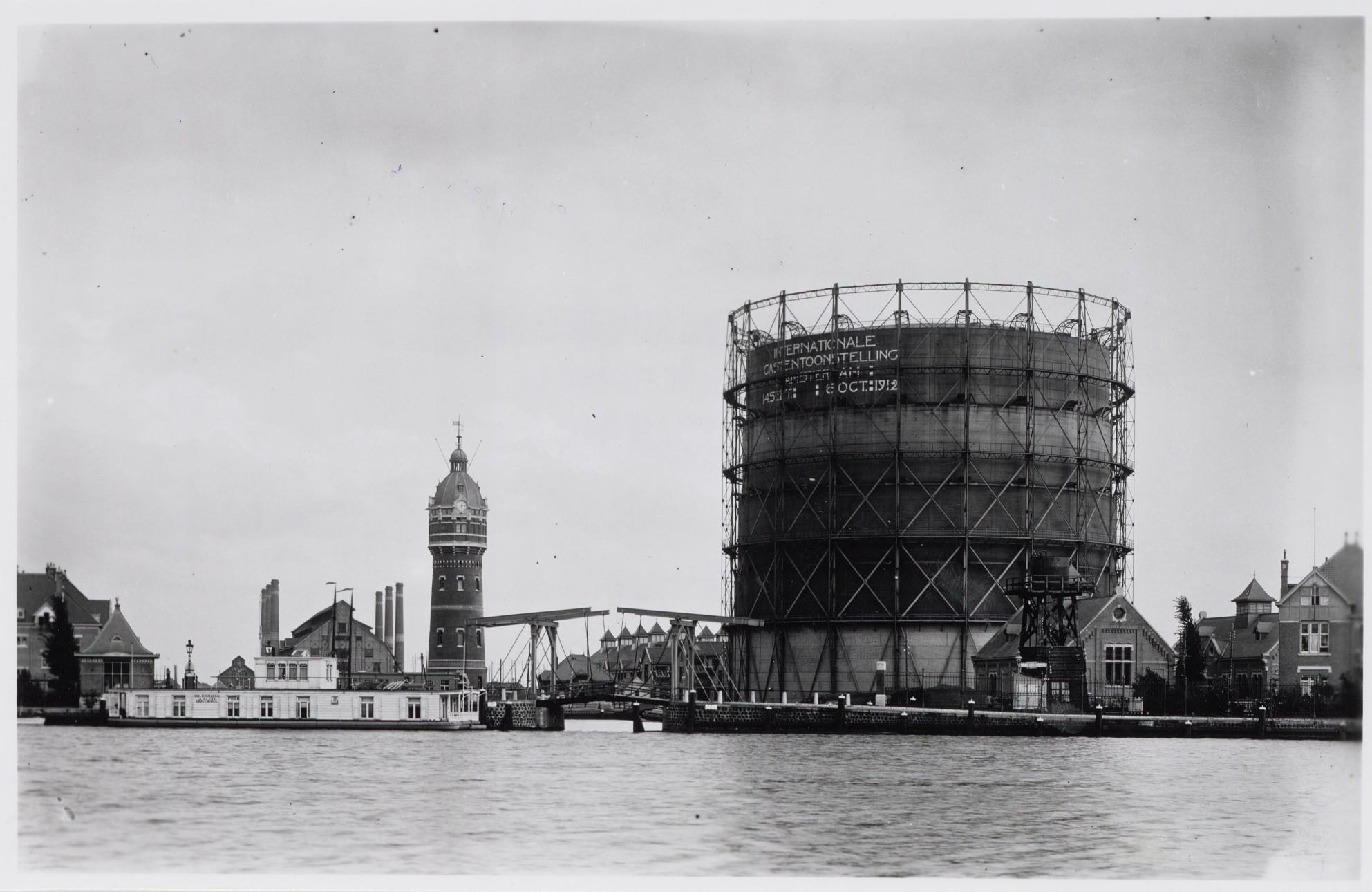
Hele toren in beeld (1912)
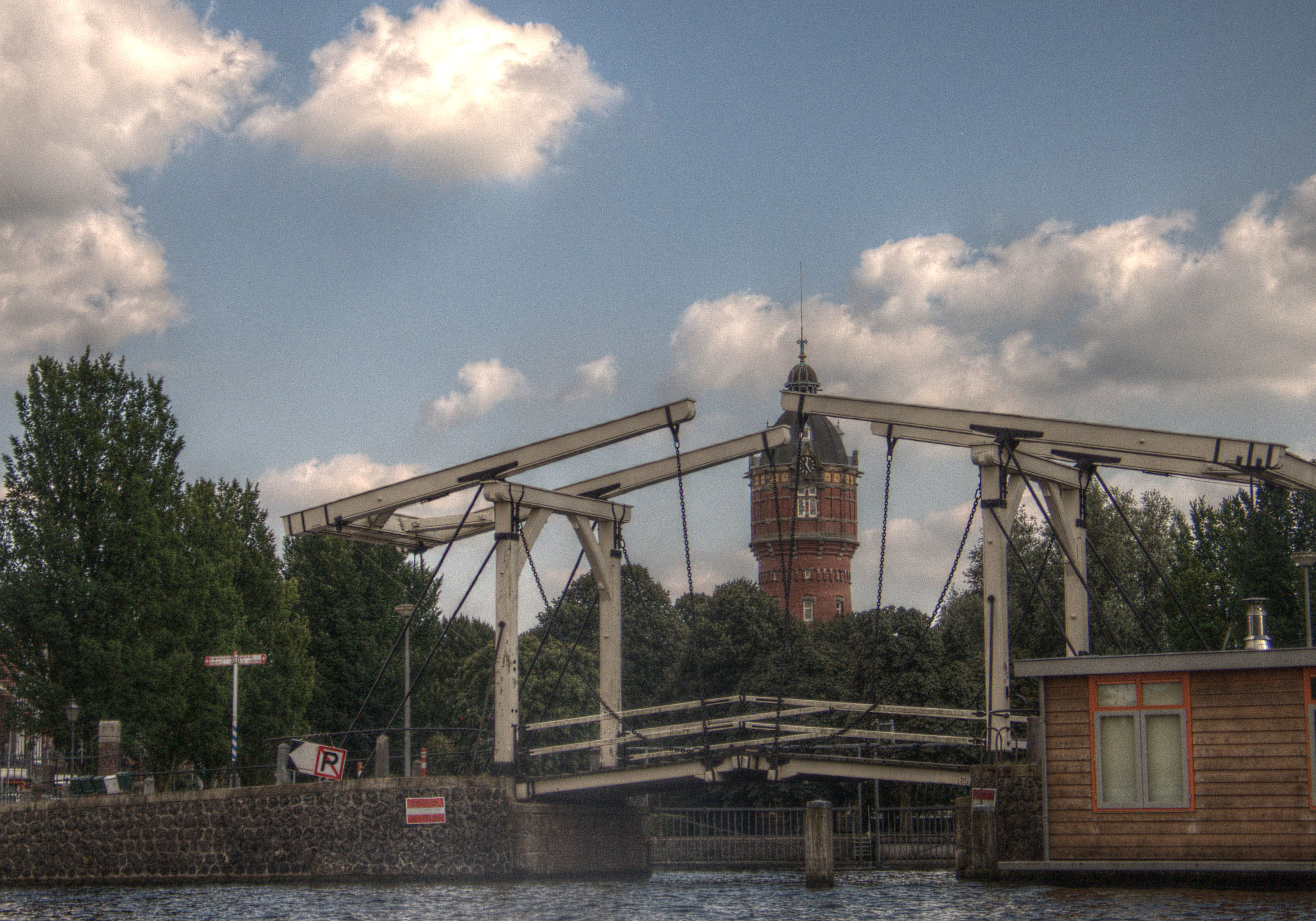
Watertoren met brug 311 op voorgrond
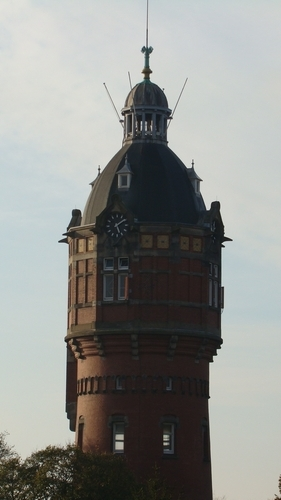